# Valabjörg
Valabjörg är ett berg i republiken Island. Det ligger i regionen Västlandet, 100 km norr om huvudstaden Reykjavík. Toppen på Valabjörg är 361 meter över havet. Valabjörg ingår i Ljósufjöll.
Trakten runt Valabjörg är nära nog obefolkad, med mindre än två invånare per kvadratkilometer. Närmaste större samhälle är Stykkishólmur, omkring 12 kilometer norr om Valabjörg. Trakten runt Valabjörg består i huvudsak av gräsmarker.